# Унятицьке водосховище

руслове
Унятицьке водосховище — водосховище поблизу села Унятичі Дрогобицького району Львівської області. Водосховище створене на річці Бар (притока Тисмениця — басейн річки Дністер). Його побудували у 1972 році.
Тип водосховища — руслове. Регулювання стоку — сезонне. Середня глибина — 5 м, максимальна — 10 м. Довжина берегової лінії — 3,5 км. Найбільша ширина — 1,3 км.
Унятицьке водосховище знаходиться на балансі Дрогобицького управління водних ресурсів та використовується для акумуляції повеневих та паводкових вод. На водоймі дозволене спортивно-любительське рибальство. Користувач водойми ЛОТМіР «Лісівник».